# Władysławowo Port
Władysławowo Port – przystanek kolejowy z jednokrawędziowym peronem we Władysławowie, w województwie pomorskim, w Polsce. Zlokalizowany jest w pobliżu portu i Zakładu Przetwórstwa Rybnego "Szkuner" oraz Elektrociepłowni Władysławowo. Zatrzymują się na nim wyłącznie pociągi osobowe Polregio relacji Hel–Gdynia–Hel. W 2013 roku przystanek przeszedł gruntowny remont. Został wyposażony w postój dla rowerów, nową nawierzchnię oraz podkłady i tory.

## Ruch pasażerski
| Rok  | Wymiana pasażerska na dobę |
| ---- | -------------------------- |
| 2017 | 150-199                    |
| 2022 | 300-499                    |